# Pericrocotus speciosus
Pericrocotus speciosus е вид малка птица от семейство Личинкоядови (Campephagidae).

## Разпространение и местообитание
Видът е разпространен в тропическите части на Южна Азия от Индия и Шри Ланка до Южен Китай, Индонезия и Филипините. Срещат се в горите и други добре залесени местообитания, включително градини, особено по хълмовете.